# Сингх, Харбейл
Харбейл Сингх (англ. Harbail Singh, 9 марта 1909, Хушаб, Британская Индия — 26 сентября 1960, Москва) — индийский тренер и судья по хоккею на траве. Двукратный олимпийский чемпион 1952 и 1956 годов как тренер, участник летних Олимпийских игр 1952, 1956 и 1960 годов как судья.

## Биография
Харбейл Сингх родился 9 марта 1909 года в индийском городе Хушаб (сейчас в Пакистане).
Работал преподавателем и тренером по хоккею на траве в колледже Халса в Амритсаре. Среди хоккеистов, которых он воспитал, — трёхкратный олимпийский чемпион, нападающий Балбир Сингх.
Был тренером сборной Индии по хоккею на траве. Привёл её к золотым медалям летних Олимпийских игр 1952 и 1956 годов. На олимпийских хоккейных турнирах индийцы под руководством Сингха выиграли все восемь матчей с соотношением мячей 51:2.
Был судьёй международного уровня по хоккею на траве. Работал на трёх летних Олимпийских играх, отсудив семь матчей. В 1952 году в Хельсинки судил поединок Польша — Бельгия (1:0), в 1956 году в Мельбурне встречу Великобритания — Кения (1:1), в 1960 году в Риме матчи Кения — ОГК (1:0), Пакистан — Япония (10:0), Франция — Кения (0:0), Новая Зеландия — ОГК (1:0), Италия — Япония (2:1).
Погиб 26 сентября 1960 года в авиакатастрофе под Москвой, возвращаясь с Олимпиады. Самолёт Vickers Viscount, летевший по маршруту Вена — Варшава — Москва, из-за ошибки экипажа или отказа высотомеров разбился в 11 км от аэропорта Шереметьево.